# 世界撲克巡迴賽
世界撲克巡迴賽（英語：World Poker Tour），是一個國際撲克系列賽，決賽桌亦會有電視轉播。其赛事在美國展開，2008年開始頒發手鐲給各項目冠軍。2009年11月，主辦方PartyGaming宣布他們從WPTE購得擁有權作價。